# Gimbi (woreda)
Pour les articles homonymes, voir Gimbi.
Gimbi est un woreda de l'ouest de l'Éthiopie situé dans la zone Mirab Welega de la région Oromia. Woreda rural entourant la ville de Gimbi, il a 74 623 habitants en 2007.

## Origine
Autrefois plus étendu,, le woreda perd du territoire avec le détachement de son voisin Homa et celui de son chef-lieu Gimbi. Les woredas Gimbi, Gimbi Town et Homa sont séparés au moins depuis 2007.

## Situation
Limitrophe de la région Benishangul-Gumuz au nord et à l'est, le woreda Gimbi est bordé au sud-est par le woreda Chewaka qui fait partie de la zone Illubabor en 2015 puis de la zone Buno Bedele.
Son principal voisin du côté Benishangul-Gumuz est le woreda Kamashi. Gimbi atteint également l'extrémité sud de Belo Jegonfoy.
Il est entouré dans la zone Mirab Welega par Haru au sud et par Homa et Lalo Asabi à l'ouest. Il enclave de plus le woreda urbain Gimbi Town correspondant à la ville de Gimbi.
| Lalo Asabi           |       | Kamashi       |
| Homa                 | Gimbi | Belo Jegonfoy |
|                      | Haru  | Chewaka       |
| Enclave : Gimbi Town |       |               |

## Population
Au recensement national de 2007, le woreda compte 74 623 habitants et toute sa population est rurale. La majorité des habitants du woreda (65 %) sont protestants, 29 % sont orthodoxes, 4 % sont musulmans et moins de 2 % sont catholiques.
En 2022, la population du woreda est estimée à 104 335 personnes avec une densité de population de 103 personnes par km2 et 1 010 km2 de superficie.